# Geraldo Resende
Geraldo Resende Pereira (Córrego Danta, 20 d'abril de 1955) és un metge i polític brasiler i actualment és el secretari d'estat de Salut de Mato Grosso do Sul.
Fill de Mario Batista Pereira (mort) i Hermenegilda Resende Pereira. Encara nen, va venir amb la seva família a Dourados. Va estudiar en l'Escola President Vargas i conciliava les feines de fabricant de paletes, enllustrador de sabates, venedor de fruites i impressor amb els seus estudis. Va concloure els estudis i va marxar a viure a Fortaleza, a Ceará. Va acabar la carrera de metge el juliol de 1982 a la Universitat Federal de Ceará, tenint feta l'especialització en Ginecologia-Obstetrícia per l'Hospital de les Clíniques de la FMRP-USP, Ribeirão Negre (São Paulo), en 1988.
L'any 1991, va decidir presentar-se a una vacant a la Cambra de Consellers de Dourados. Escollit conseller l'any 1992, va ser reelegit l'any 1996. L'any 1998 va ser escollit diputat de l'Estat i l'any 2000, responent a una crida del llavors governador, va assumir el càrrec de secretari d'Estat de Salut.
L'any 2003, Geraldo va ser elegit diputat federal. Geraldo va integrar el Front Parlamentari de la Salut i va col·laborar a aprovar l'Esmena Constitucional N.º 29. També va votar favorable a la reglamentació d'aquesta esmena, que estableix el que és i el que no pot ser considerat inversió en salut.
Va ser reelegit diputat federal en 2014, per la 55a legislatura (2015-2019).
Va votar a favor del Procés de impeachment de Dilma Rousseff. Posteriorment, va votar a favor de la PEC del Sostre de les Despeses Públiques. L'abril de 2017 va ser favorable a la Reforma Laboral. L'agost de 2017 va votar contra el procés en què es demanava l'obertura d'investigació del llavors President Michel Temer, ajudant a arxivar la denúncia del Ministeri Públic Federal.
Va tornar al càrrec de secretari d'estat de Salut el gener de 2019, a petició del governador Reinaldo Azambuja.